# Heather LOVE Short Movies
Heather LOVE Short Movies（ヘザーラブショートムービーズ）は、大政絢が主演したショートムービー。

## 概要
大政絢がイメージガールを務める株式会社ポイントのファッションブランドであるHeatherが展開したショートムービー
。
WEBにて期間限定での放映。
全６話の主演は大政絢であるが各話のストーリーや共演者は異なる。
2012年10月20日より毎週１話ずつ放映された。

## ムービー作品
- 全話主演- 大政絢

### ＃1 「コイシイヒト」
- 出演 - 千葉雄大

### ＃2 「ブロッコリー」
- 出演 - 北条隆博

### ＃3 「海まで何キロ」
- 出演 -  本郷奏多

### ＃4 「アオイの手紙」
- 出演 -  柳下大

### ＃5 「涙色スーパーボール」
- 出演 -  荒井萌

### ＃7 「star chaser」
- 出演 - 山﨑賢人

### 監督
- 月川翔

### 主題歌
- moumoon - 『緑の道』（avex trax）